# Michel Grall
Pour les articles homonymes, voir Grall.
Michel Grall, né le 11 septembre 1961 à Carnac (Morbihan), est un homme politique français, membre de l’UMP. Il est maire de Carnac de 2004 à 2010 et député du Morbihan de 2007 à 2012.

## Jeunesse et début de carrière
Michel Grall fait ses études au collège du Verger (Auray), à Lorient (lycée Dupuy-de-Lôme) et Rennes (lycée Chateaubriand). Il est diplômé de l’école des Hautes études commerciales (HEC) en 1984, puis du centre des hautes études de l'Armement (CHEAr) en 2005.
À sa sortie d'HEC, Michel Grall effectue son service national en tant qu’attaché commercial adjoint à l’ambassade de France en Jordanie avant de commencer sa carrière dans le conseil en stratégie industrielle, intervenant successivement pendant 20 ans au sein de différentes sociétés de conseil.

## Parcours politique
Michel Grall entre en politique à l'occasion d'une élection municipale partielle gagnée le 1er novembre 2004 à la suite de la démission d'une partie du conseil municipal de Carnac (Morbihan) dont il n'était pas membre. Tête de liste de la nouvelle équipe municipale, il devient ainsi le maire de sa commune natale. À la suite de cette élection, il devient vice-président de la communauté de communes de la Côte des Mégalithes. Réélu en mars 2008, il est maire de Carnac jusqu'au 30 septembre 2010, date à laquelle il démissionne à la suite de tensions internes avec plusieurs de ses adjoints, qui forment la nouvelle opposition municipale.
Il est désigné le 10 octobre 2006 par la commission nationale d'investiture de l'UMP (face à Annick Guillou-Moinard et Jean-Michel Belz comme candidat du parti aux élections législatives de 2007. Il obtient aussi à cette occasion le soutien des adhérents locaux de l'UMP par un vote interne en sa faveur.
Le 17 juin 2007, il est élu député de la 2e circonscription du Morbihan pour la XIIIe législature (2007-2012), en battant au deuxième tour Nathalie Le Magueresse (PS) avec 52,25 % des suffrages. il prend ainsi la succession d'Aimé Kergueris (UMP) qui se présentait comme suppléant de Jean-Michel Belz, battu dès le premier tour.
Michel Grall exerce la fonction de président de la fédération UMP du Morbihan de juin 2008 à novembre 2010. Il est ensuite nommé secrétaire national de l'UMP en février 2011, chargé des anciens combattants et du lien armée-nation.
Michel Grall décide de se représenter aux élections législatives de 2012. À l'issue du 1er tour, il arrive en 3e position derrière Nathalie Le Magueresse (PS) et Philippe Le Ray (DVD) avec un score qui lui permet de se maintenir au second tour (20,01 %). Malgré tout, il préfère se retirer du 2e tour et appelle ses partisans à faire barrage à la gauche ,.
Michel Grall est candidat aux élections municipales 2014 à Levallois-Perret, en troisième position sur la liste d'Arnaud de Courson, opposant de droite du maire sortant Patrick Balkany. Le 23 mars 2014, Patrick Balkany est réélu dès le premier tour, obtenant 51,56 % des suffrages exprimés, et Michel Grall devient conseiller municipal d'opposition.
Le 26 septembre 2016, lors du conseil municipal de Levallois, Michel Grall quitte le groupe « Levalloisiens - Renouveau de la Droite et du Centre » dirigé par Arnaud de Courson, en vue de siéger comme conseiller municipal d'opposition indépendant. 
Le 23 septembre 2019, il est élu président du groupe des conseillers municipaux d'opposition LaREM - AGIR. 

## Mandats
Député
- 20 juin 2007 - 17 juin 2012 : député de la 2e circonscription du Morbihan

Conseiller municipal / Maire
- 7 novembre 2004 - 9 mars 2008 : maire de Carnac (4 444 hab.), Morbihan
- 9 mars 2008 - 29 septembre 2010 (démission) : maire de Carnac
- depuis le 23 mars 2014 : conseiller municipal d'opposition à Levallois-Perret (64 195 hab.), Hauts de Seine
- depuis le 23 septembre 2019 : président du groupe des conseillers municipaux d'opposition LaREM - AGIR.

Mandats intercommunaux
- novembre 2004 à septembre 2010 : Vice-président de la communauté de communes de la Côte des Mégalithes

### Source
- Le Monde des 12 et 19 juin 2007